# اوتریویل (کارولینای شمالی)
اوتریویل (به انگلیسی: Autryville) شهری در ایالت کارولینای شمالی کشور ایالات متحده آمریکا است که جمعیت آن در سرشماری سال ۲۰۱۰ میلادی، ۱۹۶ نفر بوده‌است.